# Euglyphida
Ordre
Les Euglyphida sont un ordre de l'embranchement des Cercozoa, caractérisé par la présence d'une thèque.

## Liste des familles et genres
Selon NCBI (21 juillet 2017) :
- famille des Cyphoderiidae
  - genre Corythionella
  - genre Cyphoderia
  - genre Pseudocorythion
- famille des Euglyphidae
  - genre Assulina
  - genre Euglypha
  - genre Placocista
  - genre Tracheleuglypha
- famille des Ovulinatidae
  - genre Ovulinata
- famille des Paulinellidae
  - genre Micropyxidiella
  - genre Paulinella
- famille des Sphenoderiidae
  - genre Sphenoderia
  - genre Trachelocorythion
- famille des Trinematidae
  - genre Corythion
  - genre Trinema

Selon World Register of Marine Species (21 juillet 2017) :
- famille des Cyphoderiidae de Saedeleer, 1934
- famille des Euglyphidae Wallich, 1864, emend Lara & al., 2007
- famille des Paulinellidae de Saedeleer, 1934, emend. Adl & al., 2012
- famille des Trinematidae Hoogenraad & De Groot, 1940, emend Adl et al., 2012

## Publication originale
- (en) Herbert Copeland, « The classification of lower organisms », International Bulletin of Bacteriological Nomenclature and Taxonomy, vol. 6, no 3,‎ 1er juillet 1956, p. 121–128 (ISSN 0096-266X et 2331-3730, DOI 10.1099/0096266X-6-3-121, lire en ligne).